# Yoncalı, Kızıltepe
Yoncalı là một xã thuộc huyện Kızıltepe, tỉnh Mardin, Thổ Nhĩ Kỳ. Dân số thời điểm năm 2010 là 87 người.